# 124 г. пр.н.е.
124 (сто двадесет и четвърта) година преди новата ера (пр.н.е.) е година от доюлианския (Помпилийски) римски календар.

## Събития

### В Римската република
- Консули са Гай Касий Лонгин и Гай Секстий Калвин.
- Гай Гракх е избран за народен трибун за следващата година.[1]

### В Африка
- Враждуващите членове на управляващата Египет династия на Птолемеите се помиряват.[2]

### В Азия
- Митридат II наследява престола на Партия след смъртта на Артабан I.

## Родени
- Гай Аврелий Кота (консул 75 пр.н.е.), римски политик (умрял 74 или 73 г. пр.н.е.)
- Марк Ливий Друз (трибун), римски политик (умрял 91 г. пр.н.е.)

## Починали
- Полибий,[notes 1] древногръцки историк и военачалник (роден ок. 206 г. пр.н.е.)
- Артабан I, цар на Партия

Бележки:
1. ↑  Годината е приблизителна.